# Peugeot Type 175
La Type 175 era un'autovettura di fascia alta prodotta tra il 1923 ed il 1924 dalla Casa automobilistica francese Peugeot.

## Profilo

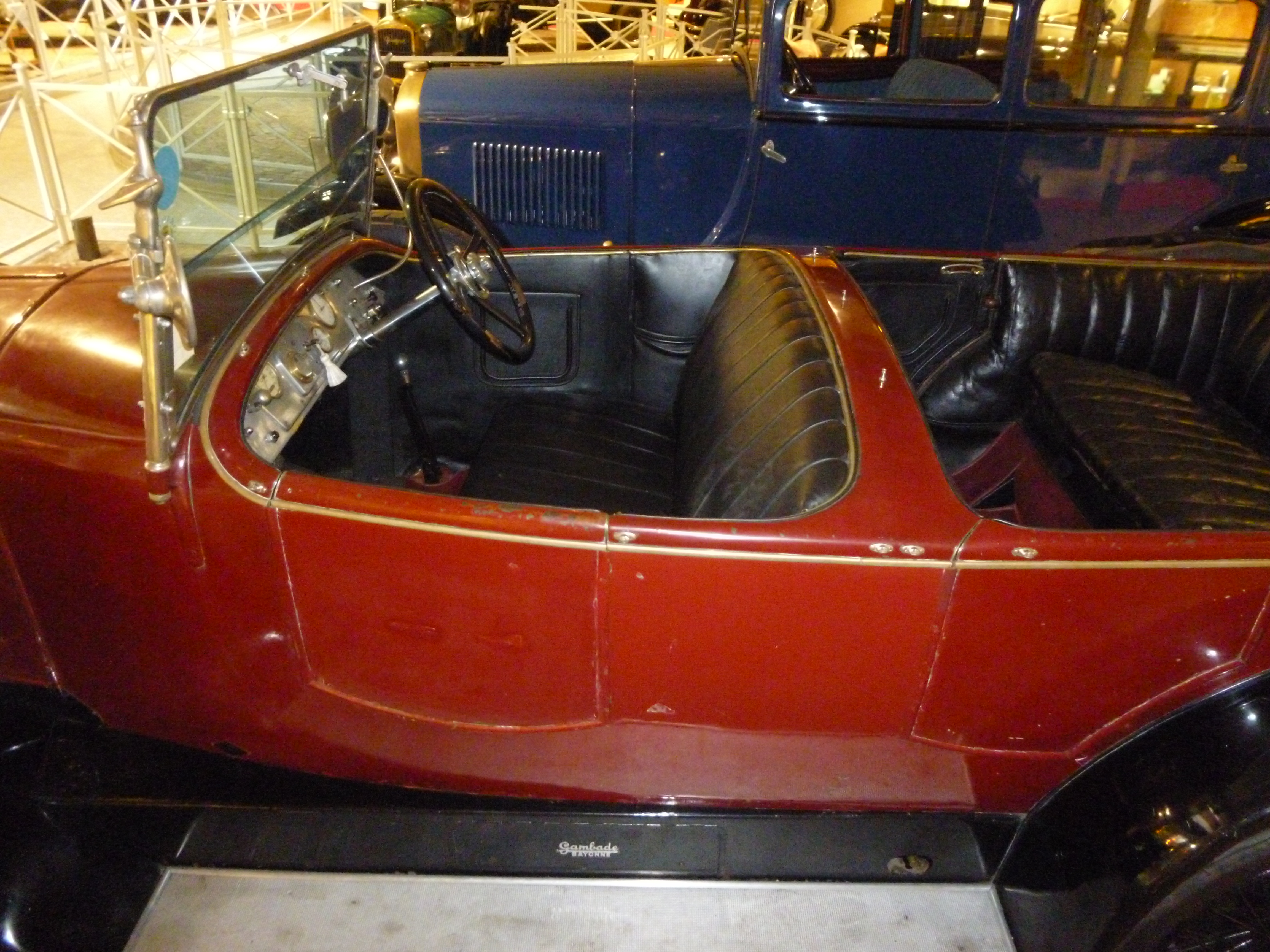
Interni

La Type 175 Torpedo Sport fu presentata nel 1923 in affiancamento alla Type 153, giunta oramai alla seconda serie, con la quale condivideva telaio e meccanica. La Type 175 si proponeva come versione sportiveggiante della Type 153 stessa, in quanto all'epoca era catalogata come "vettura Gran Sport" e fu per questo impiegata anche in alcune competizioni. La Type 175 era una torpedo elegante, ma non troppo ostentatrice, poiché dal suo aspetto doveva trasparire anche la sua vocazione sportiveggiante. In definitiva, chi voleva una Peugeot intorno ai tre litri, se la voleva elegante sceglieva la Type 153, mentre se la preferiva più sportiveggiante e meno formale, sceglieva la Type 175.

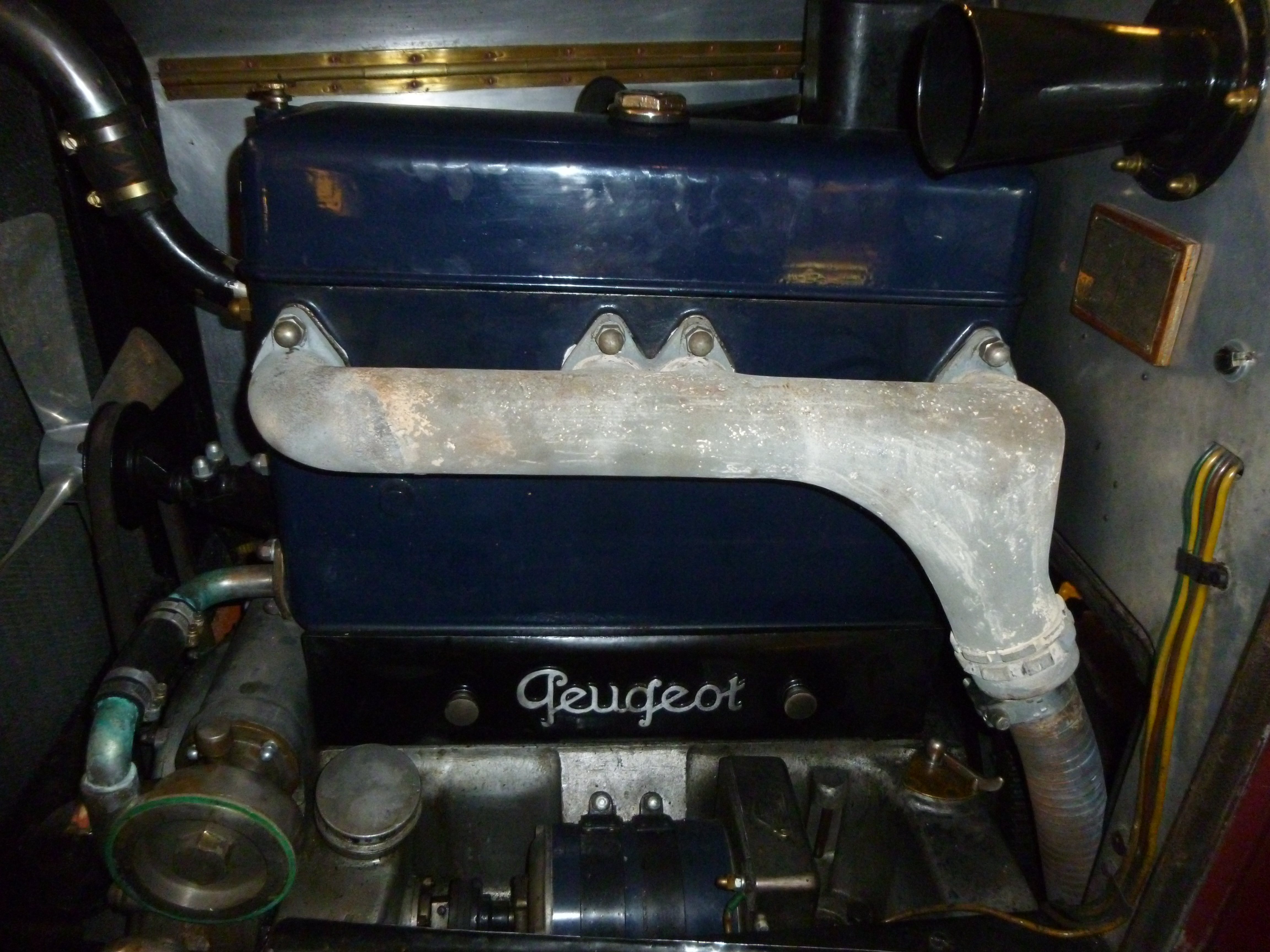
Motore 3L Peugeot Torpedo Sport

Nonostante utilizzasse lo stesso telaio delle Type 153 della seconda serie, il corpo vettura della Type 175 risultò alla fine più corto di 15 cm rispetto alle Type 153 BR e BRS che venivano prodotte in quel periodo. I suoi 4.2 m di lunghezza garantivano comunque un sufficiente livello di comfort, anche se sicuramente minore di quello avvertito a bordo della Type 153.
La Type 175 montava la stessa meccanica della Type 153. In particolare, il propulsore era lo stesso della Type BRS e cioè un motore a 4 cilindri da 2951 cm³. Tale motore, raffreddato ad acqua, era rivisto in alcuni punti, in maniera da incrementarne la potenza massima rispetto alla Type 153 e dare risalto quindi alla sua vocazione sportiva. Ne risentirono le prestazioni, che migliorarono fino a garantire alla Type 175 una velocità massima di 100 km/h.
Tra le competizioni in cui la Type 175 si distinse maggiormente vi fu la Parigi-Nizza, in cui la Type 175 guadagnò il primo posto dopo aver percorso circa 1100 km senza accusare alcuna noia meccanica.
La Type 175 fu prodotta fino al 1924 in 303 esemplari.